# Sankt Aegidi
Sankt Aegidi település Ausztriában, Felső-Ausztria tartományban, a Schärdingi járásban, területe 29 km².

## Fekvése
Tengerszint feletti magassága 599 méter. Sankt Aegidi Engelhartszell, Waldkirchen am Wesen, Neukirchen am Walde, Natternbach és Kopfing im Innkreis településekkel határos.

## Népesség
Lakosainak száma 1556 fő (2018. január 1.).